# Хана (Алберта)
Хана (енгл. Hanna) је малена варошица у јужном делу канадске провинције Алберта, у статистичкој регији Јужна Алберта.
Према подацима пописа становништва из 2011. у варошици је живело 2.673 становника што је за 6,1% мање у односу на попис из 2006. када је регистровано 2.847 житеља.
Привредна активност насеља почива на пољопривреди, нафтној индустрији, туризму и рудницима угља. 
Варошицу су у свету прославили чланови пост гранџ алтер рок бенда Nickelback који су родом из овог града (Чад Кругер, Мајк Кругер, Рајан Пик и Данијел Адер).

## Становништво
| 2006. | 2011. |
| ----- | ----- |
| 2.847 | 2.673 |